# Herb Orłowej

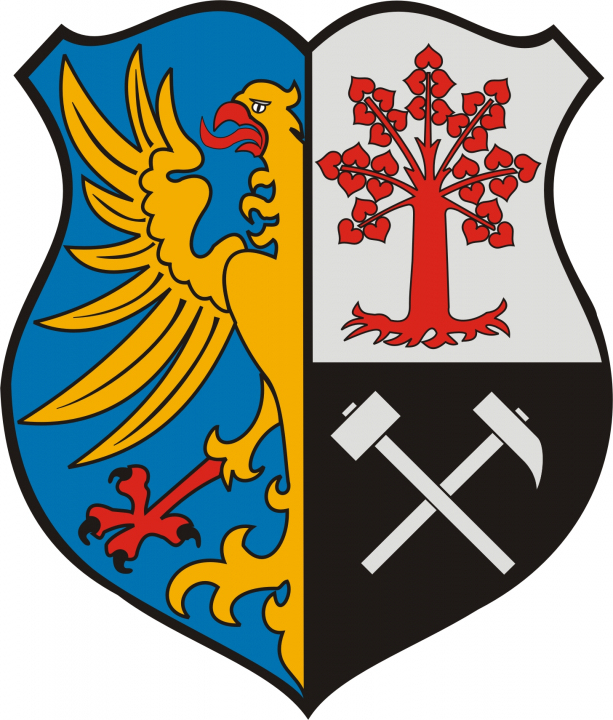
Herb Orłowej

Herb Orłowej - symbol heraldyczny, reprezentujący miasto Orłowa w Czechach, na Śląsku Cieszyńskim.
Jest to tarcza trójdzielna w słup, z lewej w pas. W polu prawym błękitnym znajduje się połowa złotego orła górnośląskiego z czerwonym językiem, dziobem i szponami. W polu drugim górnym - srebrnym umieszczono czerwone drzewo dębu, zaś w polu trzecim dolnym - czarnym skrzyżowane srebrne młotki górnicze.
Herb przyjęty został 1 grudnia 1996 roku.